# Malibwi
Malibwi è una circoscrizione rurale (rural ward) della Tanzania situata nel distretto di Lushoto, regione di Tanga. Conta una popolazione di 17 680 abitanti (censimento 2012).